# 江春霖

江春霖

江春霖（1855年—1918年），字仲默，号杏村，晚号梅阳道人，福建莆田縣萩芦（今莆田市涵江区萩芦镇）人，晚清官員。因敢言和不畏权贵，而跟同朝为官的御史赵炳麟和赵启霖被称作“三麟（霖）”。

## 生平
光绪二十年（1894年）甲午恩科进士。同年五月，改翰林院庶吉士。光緒二十一年四月，散館，授翰林院檢討。光绪二十九年（1903年），转御史。历任江南、新疆、河南、四川等道监察御史，敢于直言，不畏权贵，多次弹劾北洋大臣袁世凯。后辭官歸里。

## 著作
著有《江御史奏议》、《梅阳山人诗文集》。

## 延伸阅读
[在维基数据编辑]
 《清史稿/卷445》，出自趙爾巽《清史稿》